# From Them, Through Us, to You
From Them, Through Us, to You è il primo album in studio del gruppo musicale rock statunitense Madina Lake, pubblicato nel 2007.

## Tracce
1. The Auspice – 2:00
2. Here I Stand – 3:23
3. In Another Life – 3:11
4. Adalia" – 2:31
5. House of Cards – 3:36
6. Now or Never – 4:11
7. Pandora – 3:24
8. Stars – 3:59
9. River People – 4:27
10. One Last Kiss – 3:27
11. Me Vs. the World – 3:08
12. Morning Sadness – 5:22
13. True Love – 6:02

## Formazione
- Nathan Leone - voce
- Mateo Camargo - chitarre, cori
- Matthew Leone - basso
- Dan "Chizel" Torelli - batteria